# Nordsternpark

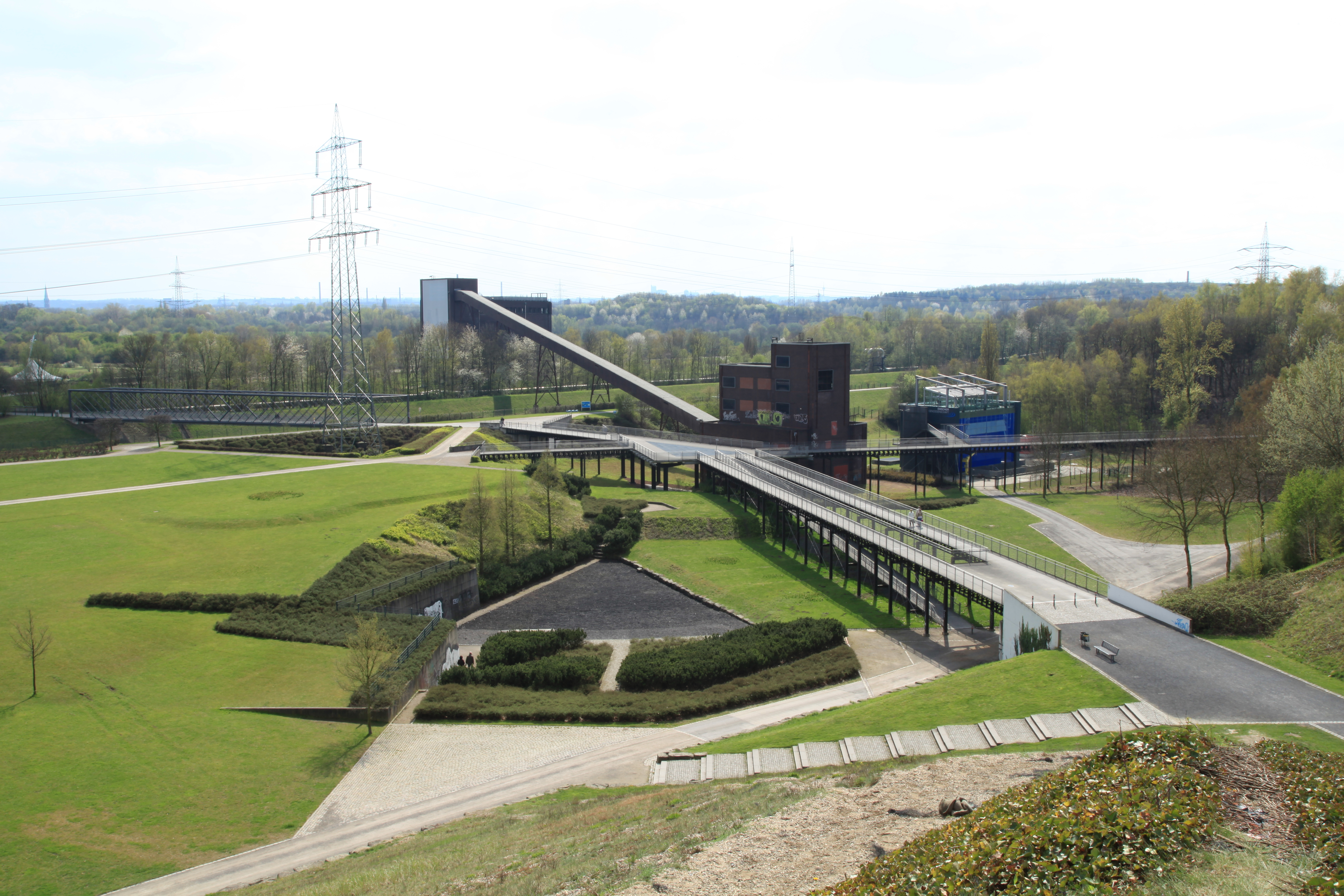
Zentraler Bereich des Nordsternparkes: Kohlebunker, Kohlemischanlage und Stege West

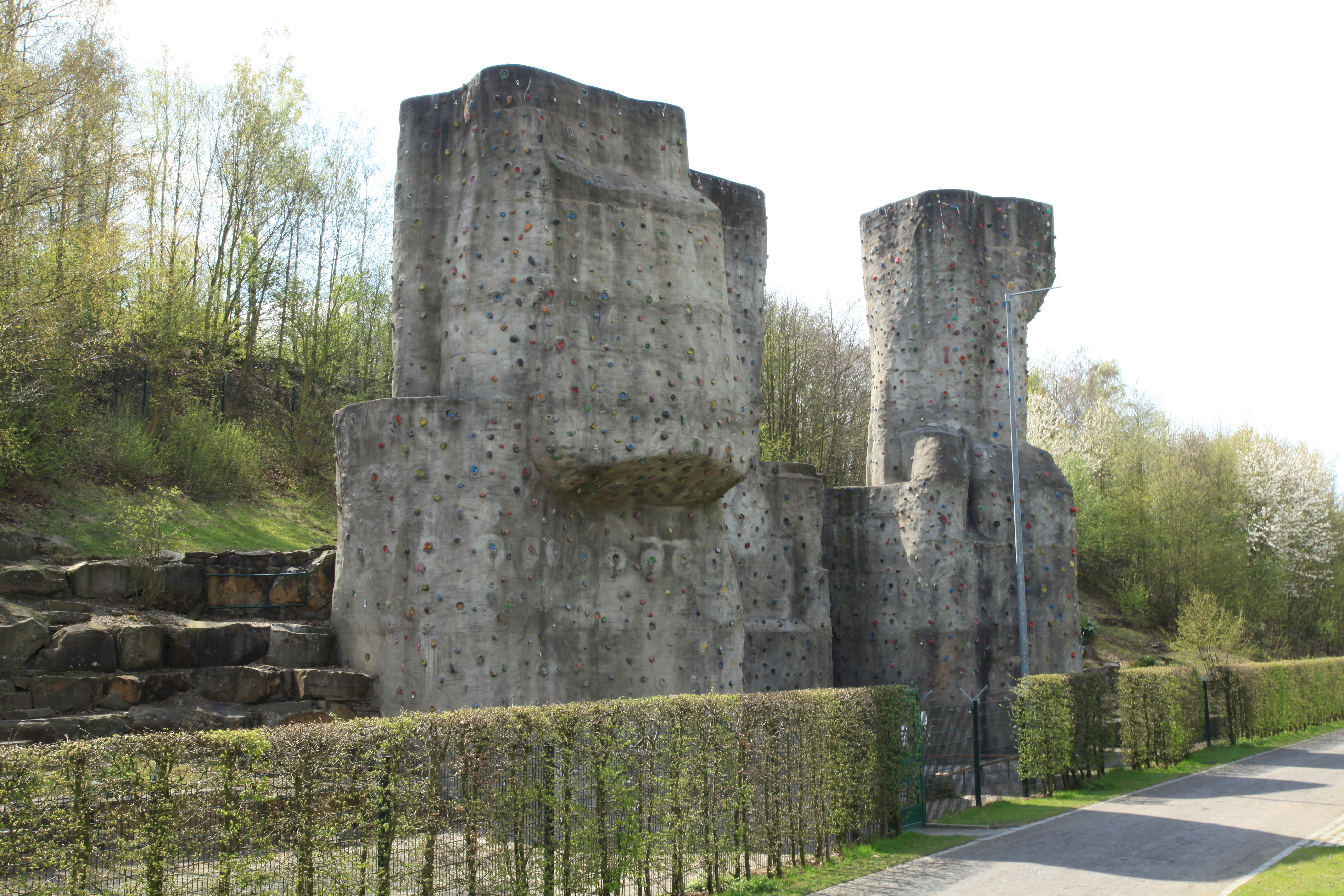
Klettergarten im Nordsternpark

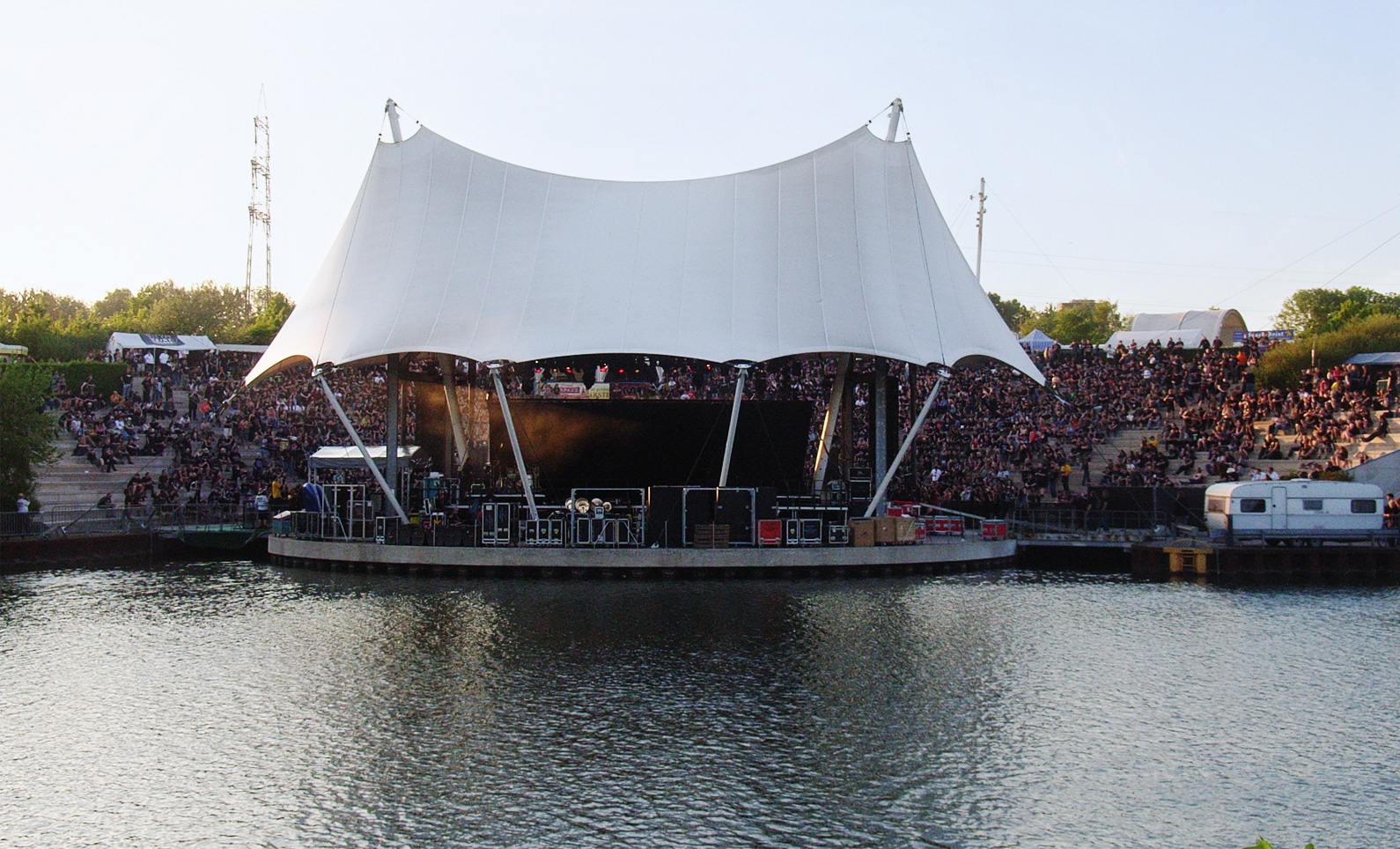
Amphitheater während des Rock Hard Festivals

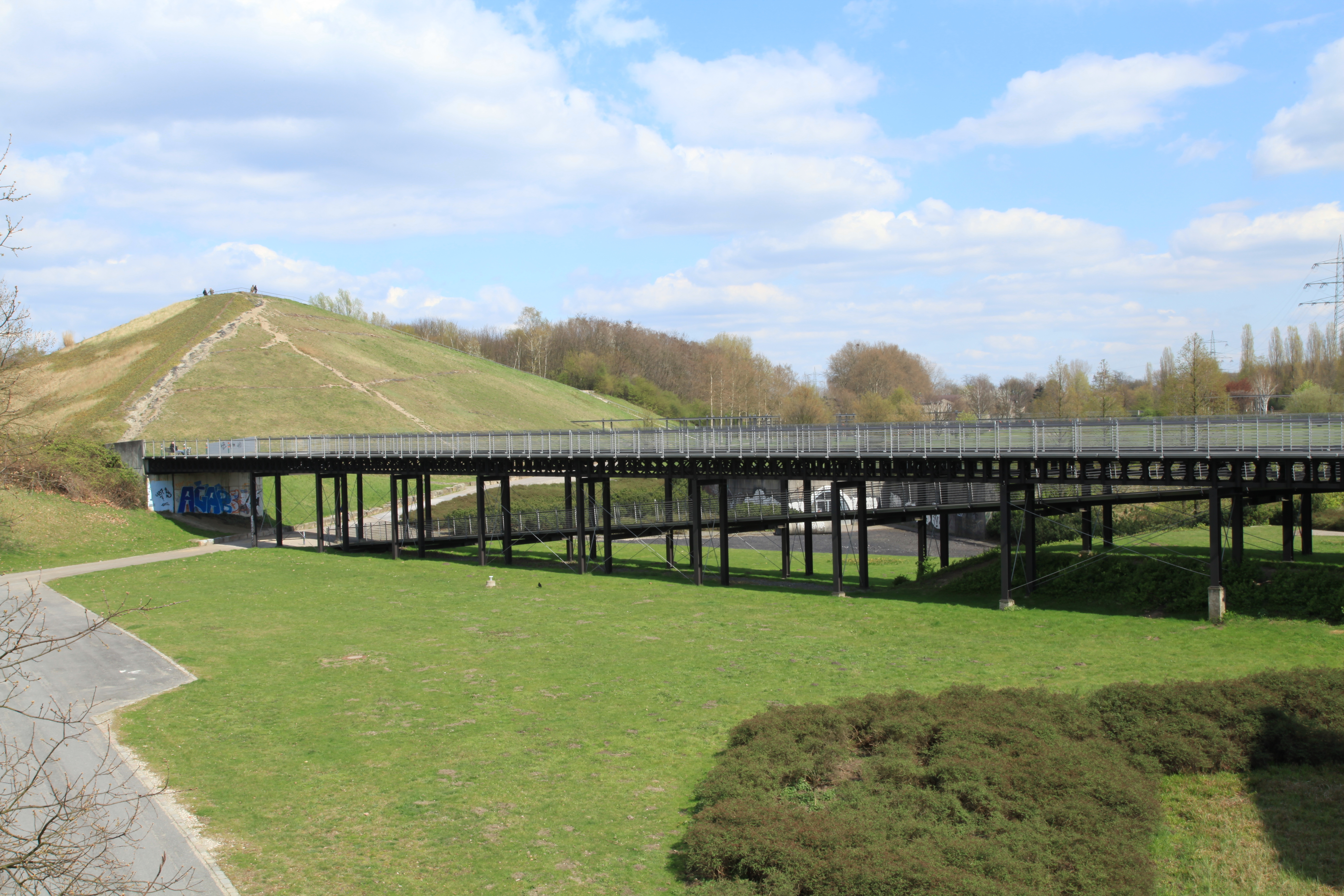
Stege West vor der „Pyramide“

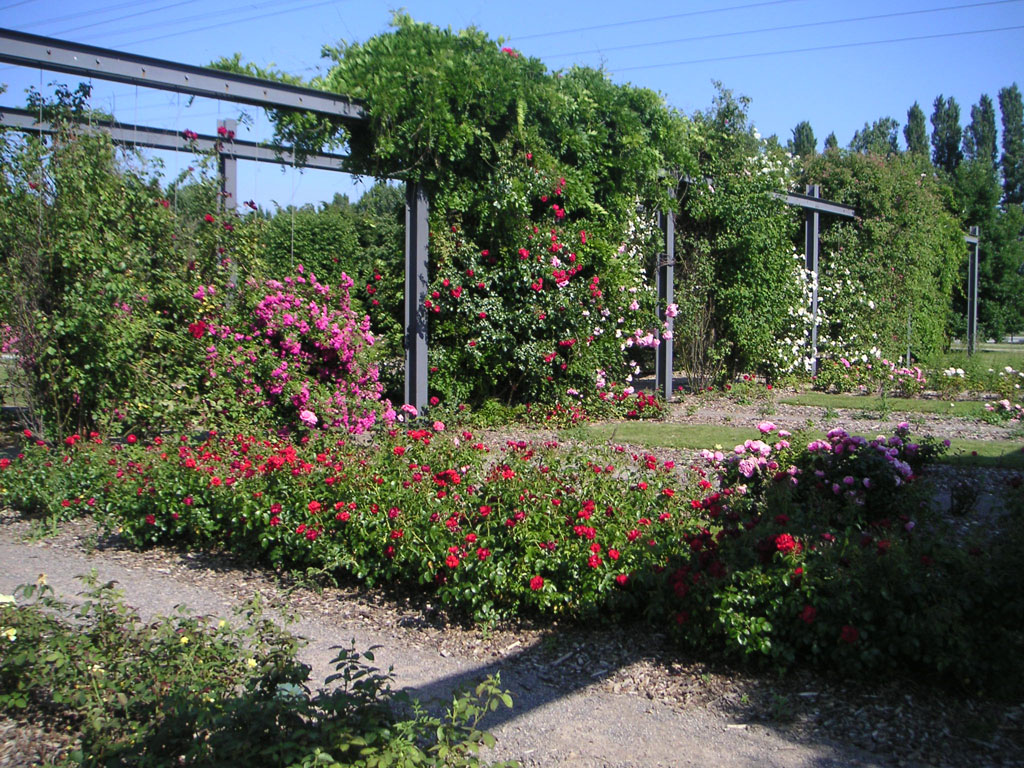
Rosen im Nordsternpark

Der Nordsternpark ist ein Landschaftspark auf dem Gelände der ehemaligen Zeche Nordstern in Gelsenkirchen.
Nach Stilllegung der Zeche Nordstern im Jahr 1993 wurde das Betriebsgelände grundsaniert und in einen Landschaftspark verwandelt. 1997 fand im Park die Bundesgartenschau statt. Der Nordsternpark, der die Gelsenkirchener Stadtteile Horst und Heßler verbindet, wird vom Rhein-Herne-Kanal und der Emscher geteilt.
Der Park ist in das European Garden Heritage Network und die Route der Industriekultur eingebunden.

## Familie und Freizeit
Im Nordsternpark wurde nach der Bundesgartenschau 1997 der großzügige (Wasser-)Spielplatz auf Höhe des Rhein-Herne-Kanals fortgeführt. Dieser ist gerade an warmen Tagen ein beliebtes Ausflugsziel für Familien und Schulklassen. Ferner werden auch Abenteuer-Rallyes für Kinder im Kinderland angeboten. Der Landschaftspark Hessler/Nordsternpark wird des Weiteren von vielen Fuß- und Radwegen durchzogen und bietet einen Segway-Verleih. Der erlebnispädagogische Ziegenmichelhof ist ebenfalls ein beliebtes Ziel im Park.
Es gibt ein Parkhaus und mehrere Parkplätze, Gastronomie, Grillplätze und ein Hotel, Parkfeste und Marathon-Veranstaltungen.

## Amphitheater Gelsenkirchen
Weiterhin befindet sich auf dem Gelände des Nordsternparks auch das Amphitheater Gelsenkirchen. Im Amphitheater finden, vornehmlich im Frühjahr und Sommer, viele Veranstaltungen statt. Zu nennen sind hier als regelmäßige Events die Nacht der Industriekultur – ExtraSchicht, das Rock Hard Festival, das Kanalfest, das Open-Air-Kino, das Blackfield-Festival, sowie Konzerte verschiedener regionaler, nationaler und internationaler Künstler und Bands.

## Die Besonderheiten des Nordsternparks
Der Nordsternpark zeigt als Teil der Route der Industriekultur:
- die Integration von ehemaligen Zechengebäuden in den Landschaftspark,
- eine am Rhein-Herne-Kanal gelegene Freilichtbühne (Amphitheater Gelsenkirchen),
- einen Schiffsanleger am Rhein-Herne-Kanal mit planmäßigen Fahrten im Sommer durch die Weisse Flotte Baldeney,
- drei 18 Meter hohe künstliche Kletterfelsen,[2]
- einen 63 Meter langen, durch Berglehrlinge 1997 angelegten Bergbaustollen, der besichtigt werden kann
- von 1999 bis Ende 2016 den Deutschlandexpress, zuletzt die drittgrößte Märklin-Eisenbahn der Welt
- mehrere technisch und gestalterisch besondere Hängebrücken über den Rhein-Herne-Kanal und die Emscher
- den Herkules von Gelsenkirchen, eine 18 Meter hohe und 23 Tonnen schwere Skulptur des deutschen Künstlers Markus Lüpertz
- verschiedene ehemalige Gebäude sowie Neubauten werden heute als Gewerbepark genutzt, unter anderem durch das Bergbau-verbundene Unternehmen Vivawest

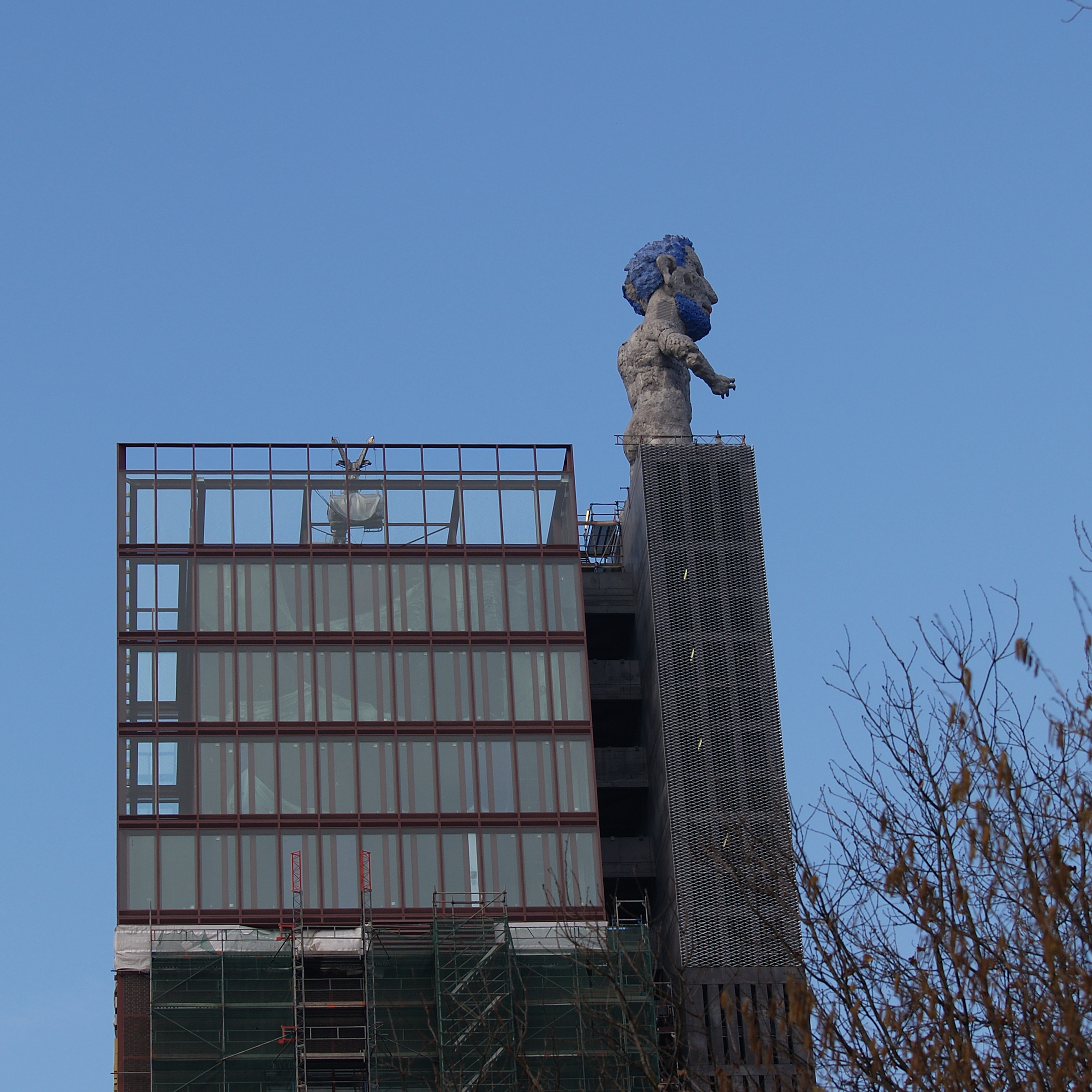
Herkules

## Doppelbogenbrücke

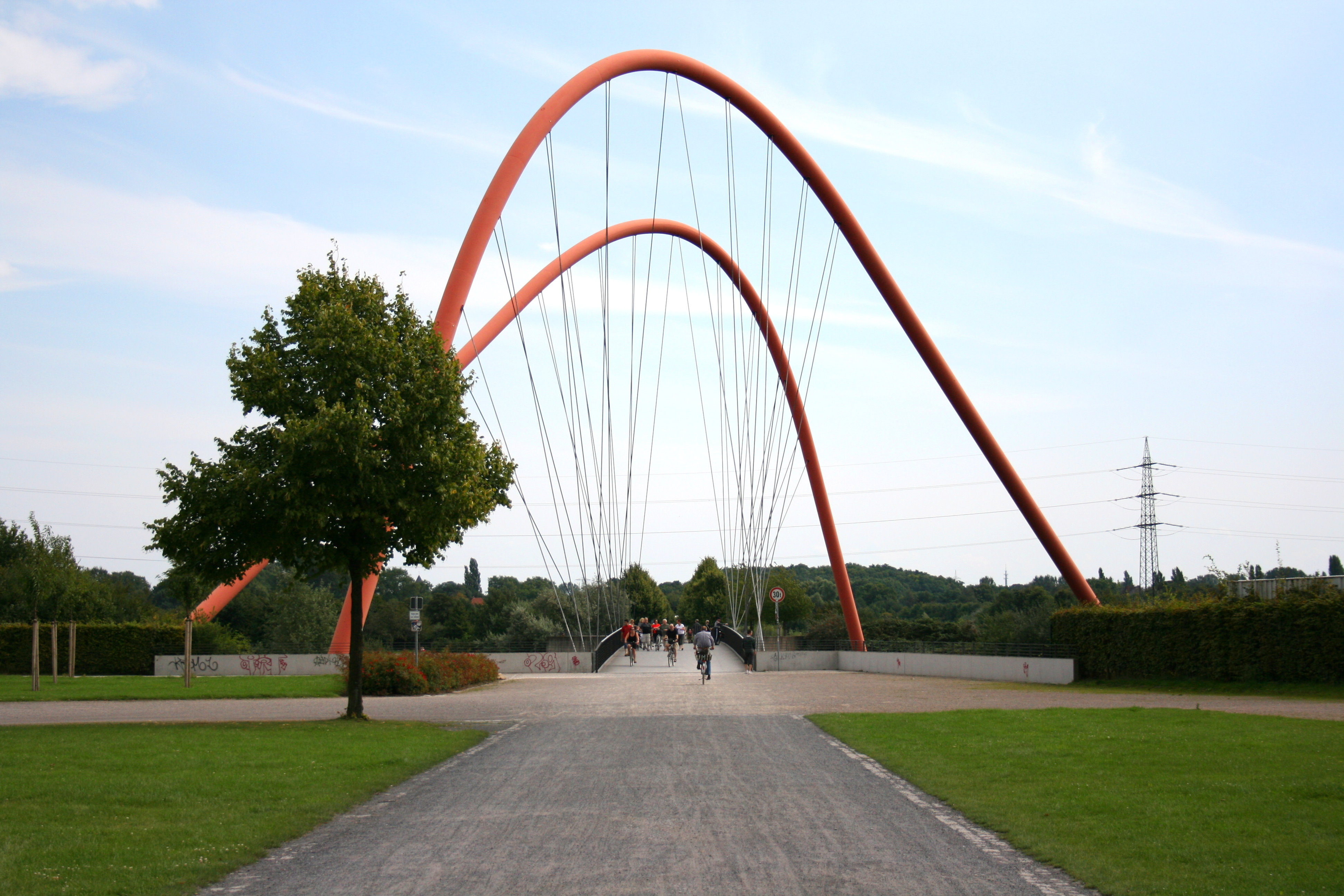
Wahrzeichen des Nordsternparks: Die Doppelbogenbrücke über den Rhein-Herne-Kanal

1996 wurde zur Bundesgartenschau eine 36 m hohe Doppelbogenbrücke aus Stahl errichtet. Mit einer Spannweite von 80 m und zwei asymmetrischen, aber parallelen Bögen liegt sie schräg über dem Rhein-Herne-Kanal und ist zu Fuß oder mit dem Fahrrad passierbar. Die Konstruktion ist ein Entwurf von Stefan Polónyi.

## Weiterer Ausbau
Im Rahmen des Kulturhauptstadtjahres 2010 war der Nordsternpark einer der sieben „Ankerpunkte“. Bis Herbst 2010 wurde der Turm von Schacht II der Zeche Nordstern mit einem gläsernen Kubus und einer „Herkules“-Statue ausgebaut; diese erhöhen den Turm zusammen auf 103 Meter.
Der Nordsternpark soll Teil der Internationalen Gartenausstellung 2027 werden.